# Follo
Follo (ligur nyelven U Fulu vagy O Fôlo) település Olaszországban, Liguria régióban, La Spezia megyében. Lakosainak száma 6087 fő (2023. január 1.). Follo Beverino, Calice al Cornoviglio, Podenzana, Vezzano Ligure, Bolano, La Spezia és Riccò del Golfo di Spezia községekkel határos.

## Népesség
A település lakossága az elmúlt években az alábbi módon változott:
| Lakosok száma | 6353 | 6296 | 6087 |
|               | 2017 | 2018 | 2023 |